# Victor Carbonnelle
Victor Antoine Joseph Carbonnelle (Doornik, 16 december 1840 - Kain, 1 april 1927) was een Belgisch industrieel en politicus voor de Liberale Partij. Hij was volksvertegenwoordiger en burgemeester.

## Levensloop
Carbonnelle was de zoon van François Carbonnelle, die paardenpostmeester en brouwer was, en van Gertrude Nerinckx. Hij trouwde met Léontine Delye.
Hij had activiteiten als industrieel. Zo was hij directeur-eigenaar van de Distillerie du Cornet de la Poste, V. & E. Carbonelle Frères, eerst in Doornik, nadien in Kain, samen met zijn broer Edmond en tegen het einde van zijn leven overgenomen door zijn twee zoons Edouard en Albert. Daarnaast was hij directeur-eigenaar van een gist-, potasfabriek en een leerlooierij.
Hij was zijn actieve leven lang lid van de gemeenteraad van Doornik, afwisselend in de meerderheid en in de oppositie. Hij was van 1868 tot 1921 gemeenteraadslid, schepen van 1870 tot 1875 en van 1878 tot 1883. Ten slotte  was hij burgemeester van 1883 tot 1907. In 1885 werd hij liberaal volksvertegenwoordiger voor het kiesarrondissement Doornik-Aat, in opvolging van Charles Rogier. Hij oefende dit mandaat uit tot in 1894.
In Doornik is een plein naar hem vernoemd, met name de 'Place Victor Carbonnelle'.